# Maurice Bouchor
Maurice Bouchor (18. listopadu 1855 Paříž – 18. ledna 1929) byl francouzský básník, dramatik a sochař.

## Život
Narodil se v Paříži. V některých jeho pracích je patrný příklon k náboženskému mysticismu, například v Aurore (1883) nebo v Les Symboles (1888), jeho pravděpodobně nejvýznamnějším díle.
Jeho jednoaktovka Conte de Noël byla v roce 1895 uvedena v Comédie-Française, ale další dramatické dílo, Dieu le veut (1888), nebylo uvedeno. Kromě těchto her napsal několik kusů pro marionety, které on sám (nebo jeho přátelé) slovně doprovázel ze zákulisí. Byly celkem tři, Tobie (1889), Noel (1890) a Sainte Cécile (1892) a uvedl je v pařížském marionetovém divadle.
Společně s hudebníkem Julienem Tiersotem se zasloužil o záchranu francouzských lidových písní, které vyšly knižně pod titulem Chants populaires pour les écoles v roce 1897. Kromě literární činnosti se věnoval sochařství. Jeho bratr, Joseph Félix Bouchor, byl malířem.

## Dílo
- Chansons joyeuses (1874)
- Poèmes de l'amour et de la mer (1875)
- Le Faust moderne (1878)
- Les Contes parisiens (1880)
- Aurore (1883)
- Les Symboles (1888, další vydání 1895)